# Santa Coloma de Cervelló
Santa Coloma de Cervelló é um município da Espanha na comarca de Baix Llobregat, província de Barcelona, comunidade autónoma da Catalunha. Tem 7,5 km² de área e em 2021 tinha 8 273 habitantes (densidade: 1 103,1 hab./km²).
Situa-se entre o rio Llobregat e a encosta da serra de Montpedrós.